# Hoge Brug (Maastricht)
De Hoge Brug (Maastrichts: Hoeg Brögk) is een fiets- en voetgangersbrug over de Maas in de Nederlandse stad Maastricht. De brug werd geopend in 2003 en verbindt de op de westelijke Maasoever gelegen binnenstad van Maastricht met zowel het oude stadsdeel Wyck als het nieuwe stadsdeel Céramique, beide op de oostelijke rivieroever. De brug vormt tevens de verbinding tussen het Stadspark Maastricht en het Charles Eyckpark.
De brug werd ontworpen door de architecten van bureau René Greisch uit Luik. De totale lengte van de brug is 261 meter, de breedte is 7,20 meter, de brug ligt 16 meter boven de waterspiegel en het hoogste punt van de boog is 26 meter boven de waterspiegel. De brug won in 2004 de Staalprijs van de Stichting Bouwen met Staal.
Om de scheepvaart niet nog meer te hinderen, bepaalde Rijkswaterstaat dat er geen pijlers in de Maas mochten komen. Er werd gekozen voor een stalen boogbrug, waarvan het wegdek aan diagonaal gespannen kabels hangt, met pijlers op de beide oevers van de rivier. Vanwege de vereiste doorvaarthoogte en de beperkte ruimte aan weerszijden zouden de opritten naar de brug dusdanig steil zijn, dat er gekozen is voor een 'luie trap'-constructie. Voor mindervaliden zijn er liften aan beide uiteinden van de brug. In het stadsdeel Céramique is de aanlanding van de brug op het Plein 1992 en aan de zijde van de binnenstad is er een aanlanding in het Stadspark (bij de Onze Lieve Vrouwewal) plus een krulvormige trap naar de Maasboulevard.
De luie trap wordt niet door iedereen gewaardeerd, zeker niet door fietsers. Zo verwoordt architectuurwebsite nlstreets een veel gehoorde klacht in een artikel: "Een prachtige brug om te zien is het zeker, maar in het gebruik bevalt hij minder. Met ons liep nog een aantal mensen de treden te verwensen: ze zijn zo ongelukkig van diepte dat je permanent twijfelt of je er nou één of twee tegelijk moet nemen, en geen van tweeën loopt lekker."
Ten zuiden van de Hoge Brug ligt de John F. Kennedybrug en ten noorden ligt de Sint Servaasbrug.

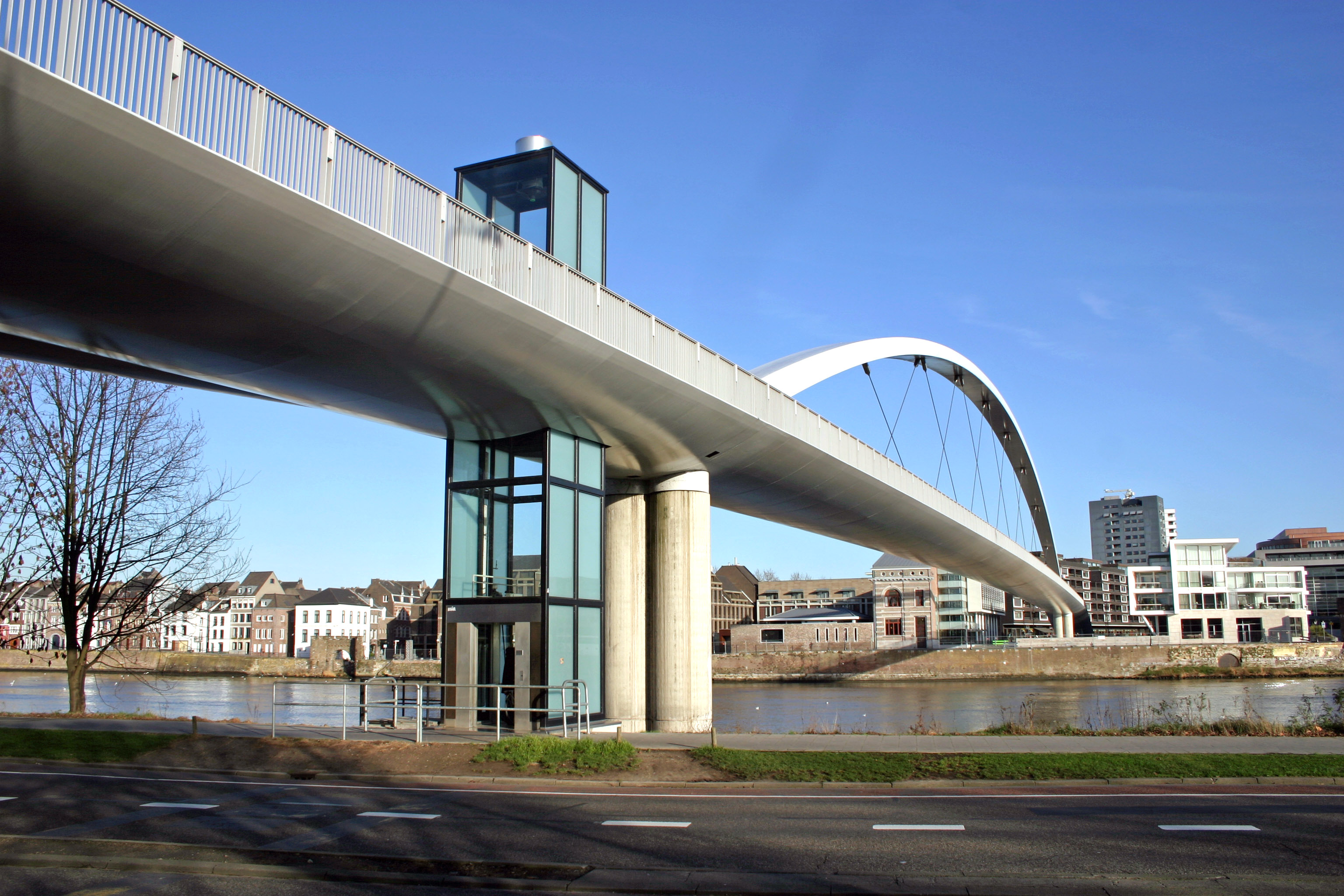
Aanlanding westoever
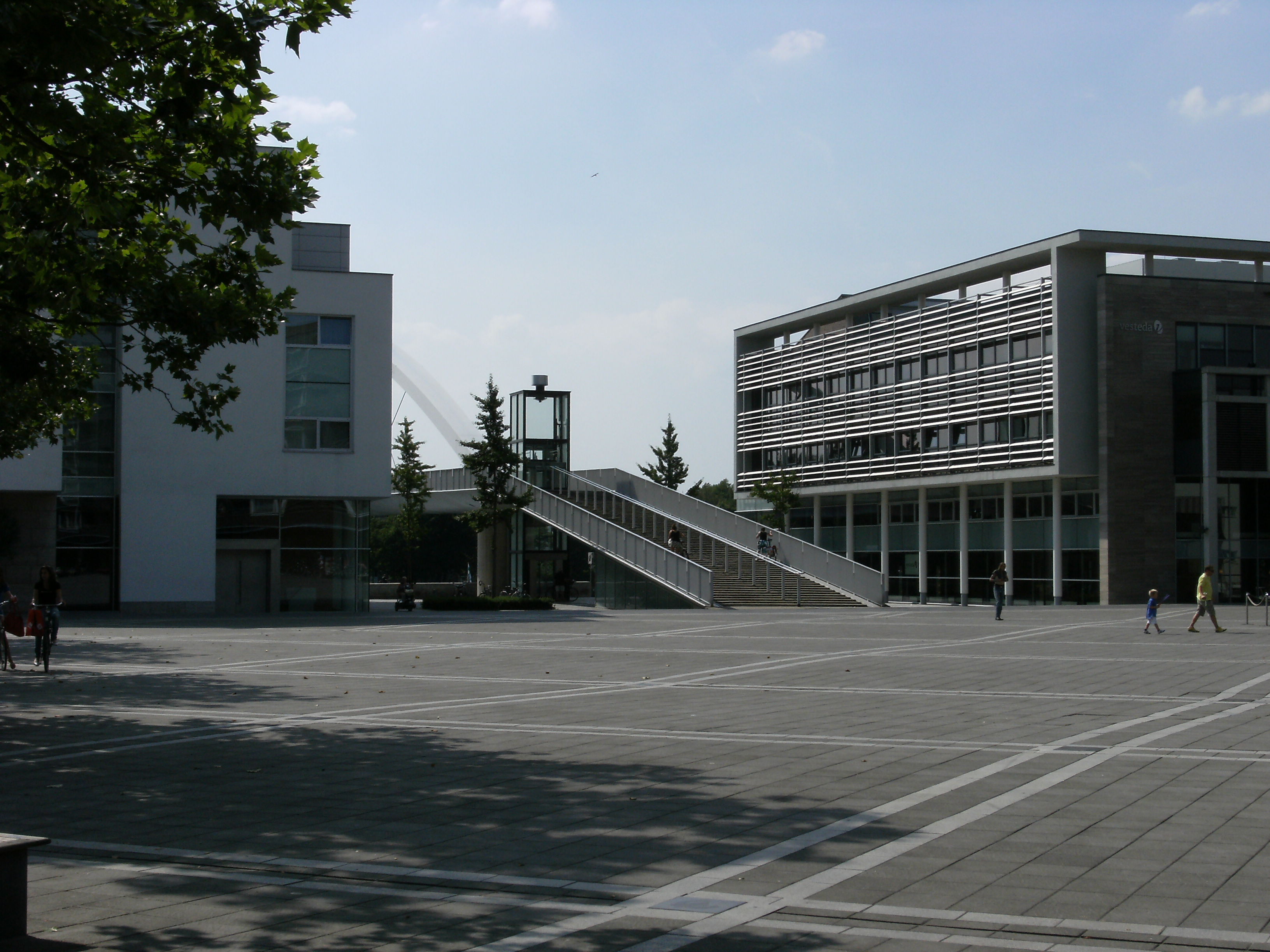
Aanlanding oostoever
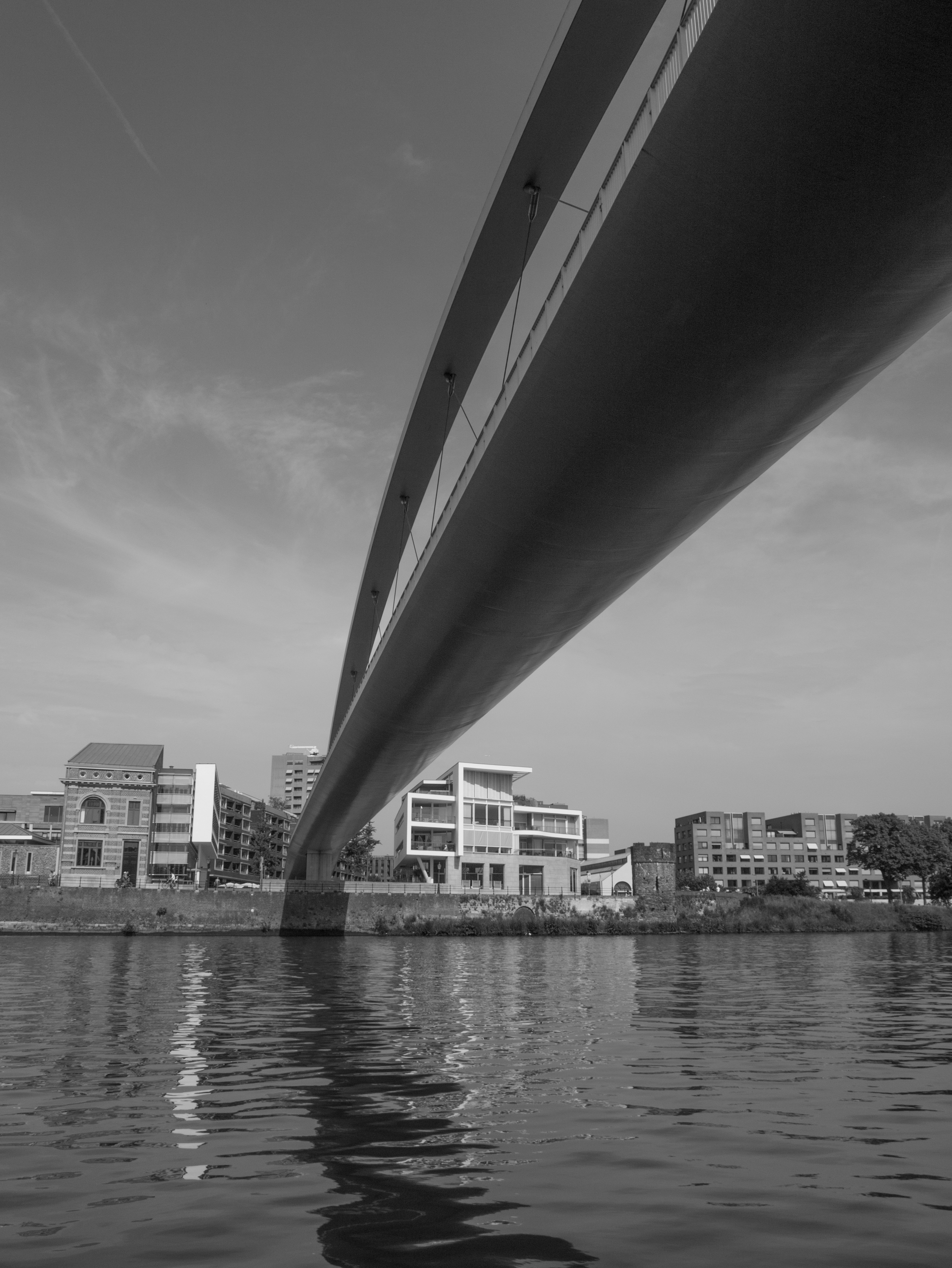
Vanaf de Maas
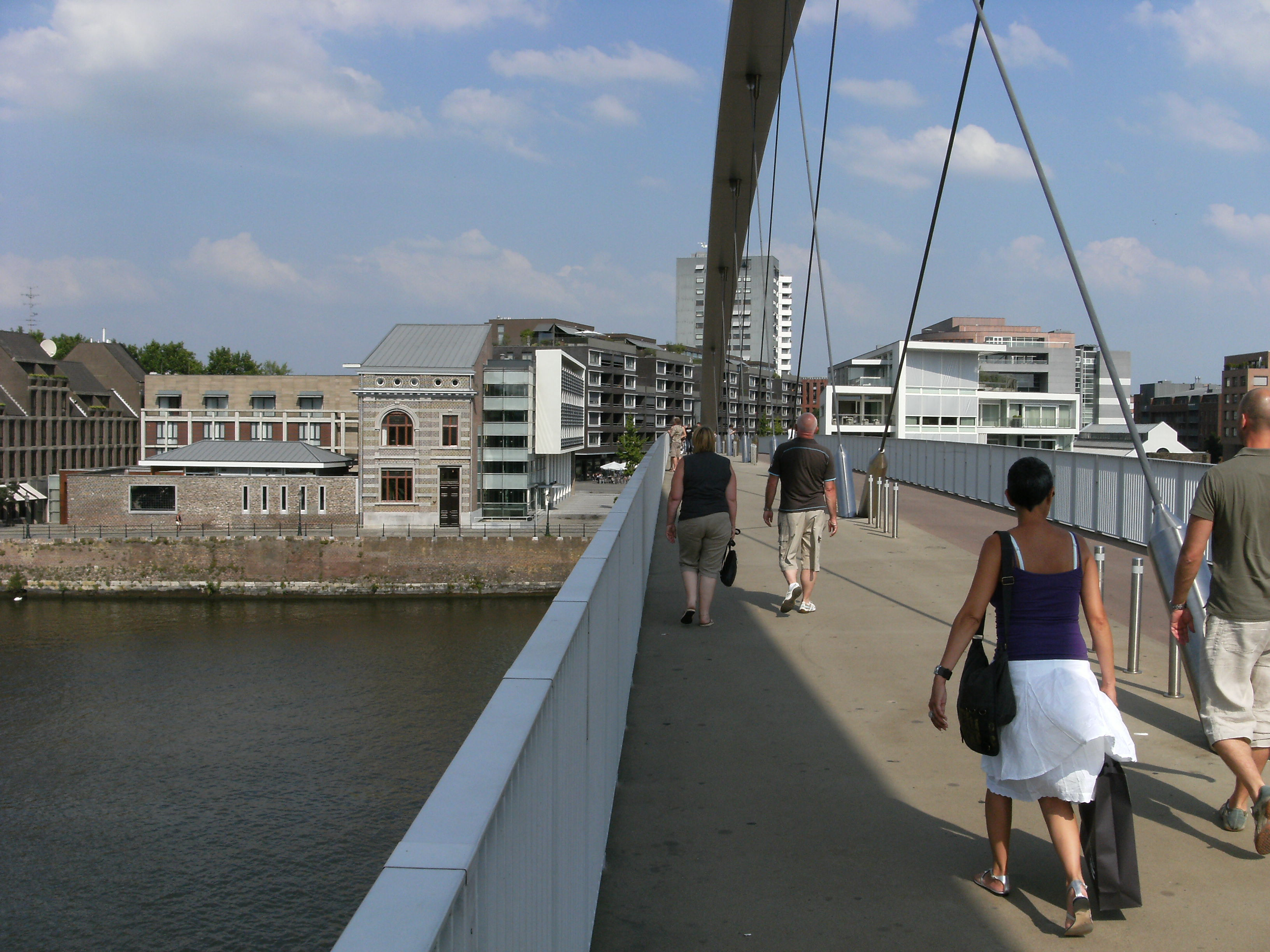
Voetgangers op de brug
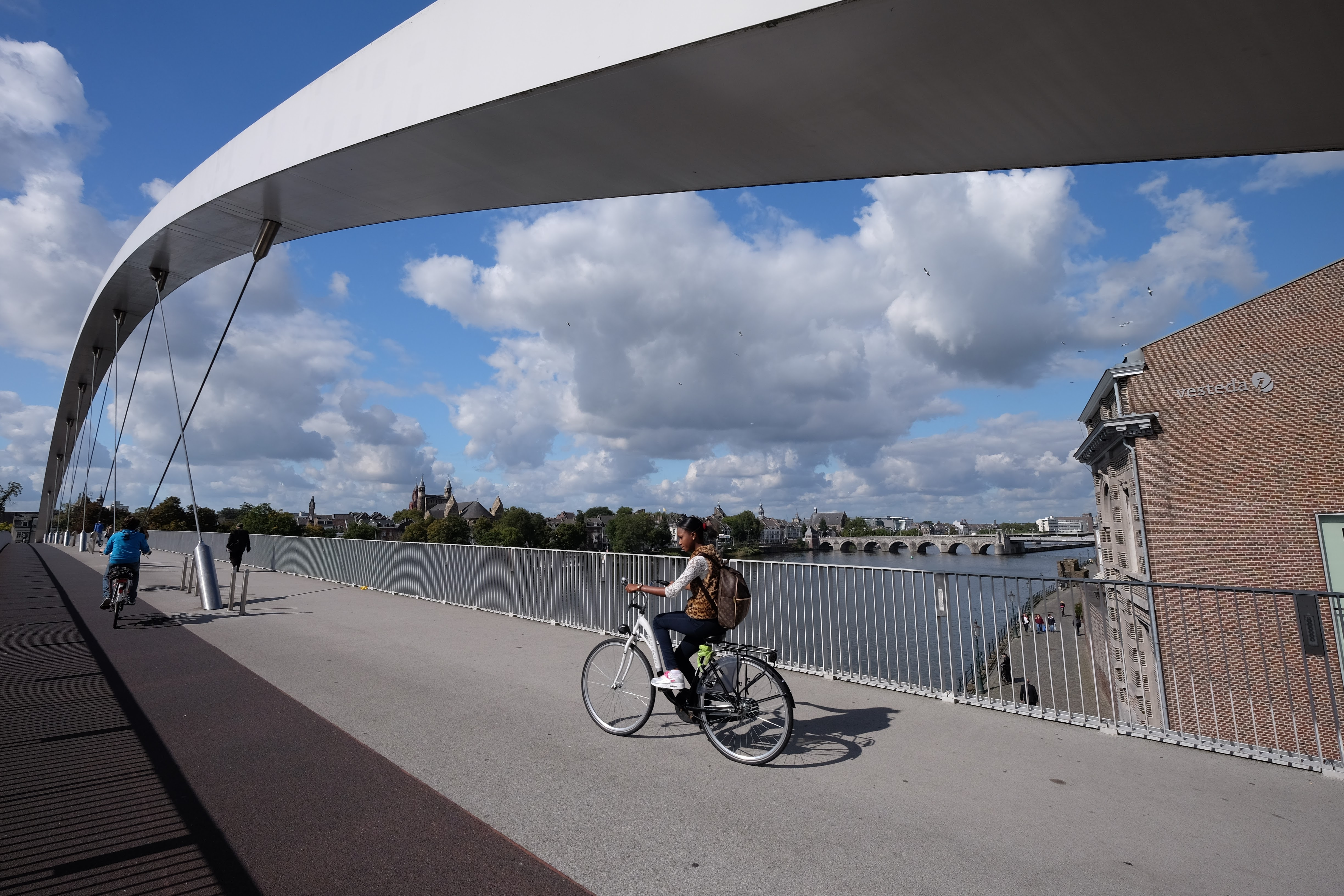
Fietsers op de brug
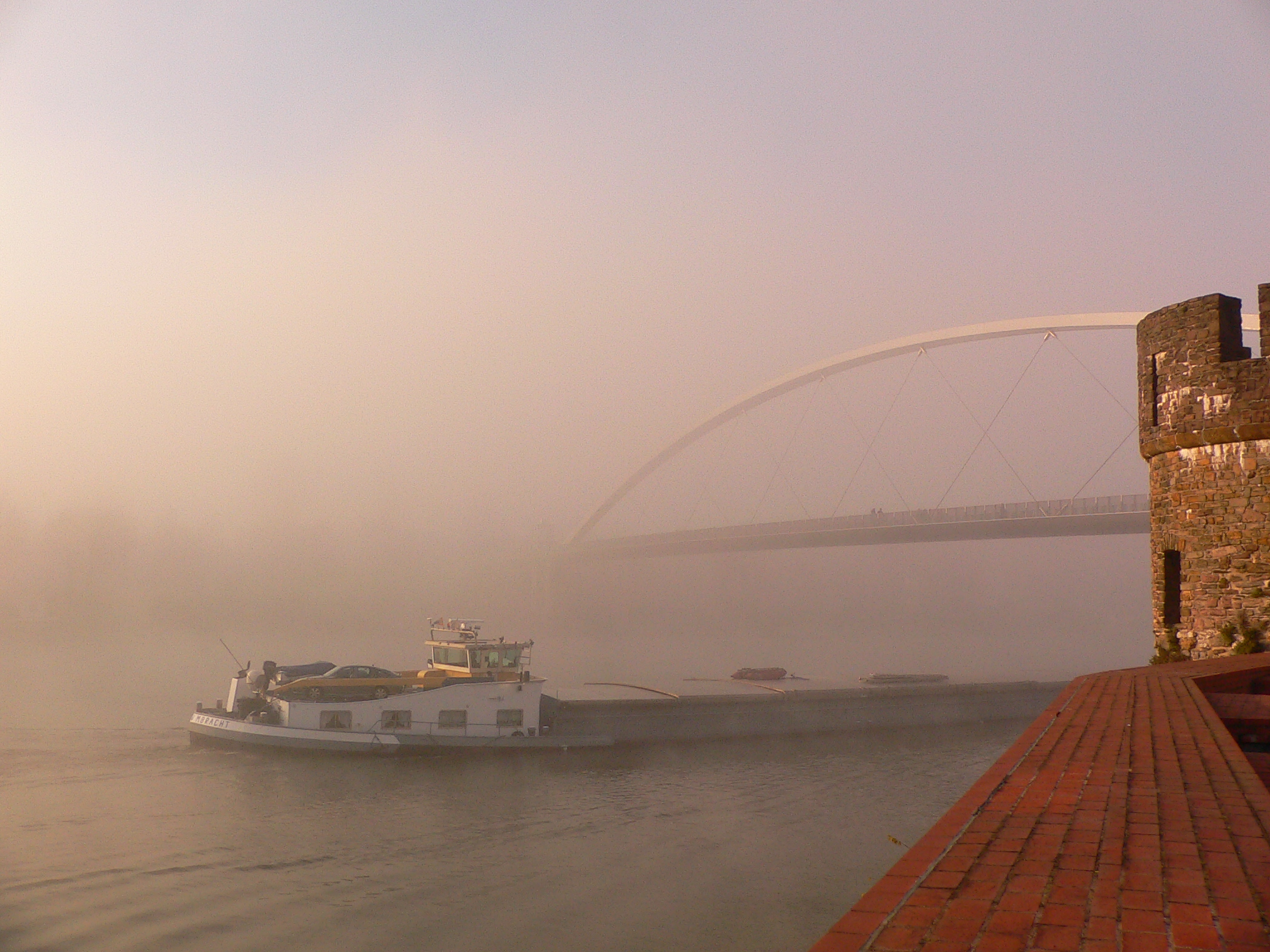
Hoge brug in de mist
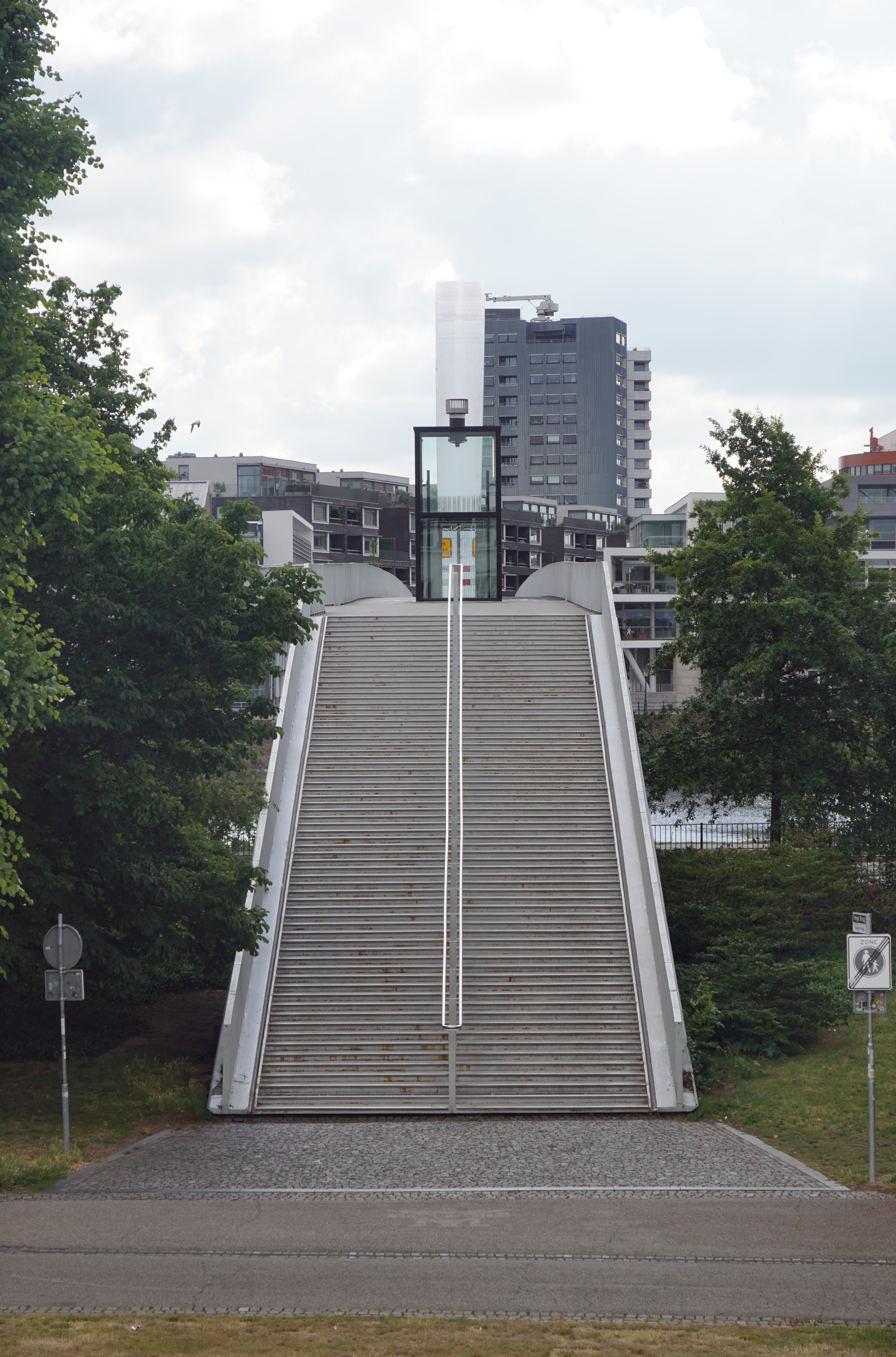
Trap aan de kant van het stadspark (De Boompjes)